# Poslední divoch
Poslední divoch (v italském originále L'ultimo selvaggio) je opera o třech dějstvích italsko-amerického skladatele Giana Carla Menottiho. Menotti si k ní napsal sám libreto, a to původně v italštině (L'ultimo selvaggio). Opera byla přeložena do francouzštiny (Le Dernier Sauvage) Jeanem-Pierrem Martym pro světovou premiéru díla v Théâtre national de l'Opéra-Comique v Paříži dne 21. října 1963. George Mead přeložil text do angličtiny (The Last Savage) pro americkou premiéru opery v Metropolitan Opera následujícího roku.

## Vznik a první provedení
Gian Carlo Menotti se na několik let odvrátil od tradiční opery po neúspěchu Marie Golovin. Poté však získal zakázku na novou operu pro jedno z nejvýznamnějších operních divadel, Pařížskou operu, a to navíc jako první cizinec po více než 100 letech (tedy po Guiseppu Verdim), i když nakonec byla uvedena v divadle Opéra-Comique. Původní název zněl Poslední nadčlověk (L'ultimo superuomo, The Last Superman).
Francouzští hudební kritikové Posledního divocha po premiéře hrubě zesměšnili, čímž pro Menottiho pokračovala řada kritických neúspěchů, jež začala Jednorožcem, gorgonou a mantikorou (1956). Francouzský deník Le Figaro nadepsal článek o opeře slovem „Bída“. Američtí dopisovatelé hlásili, že „... pařížští hudební kritikové si z Menottiho udělali svého fackovacího panáka. Ve svých recenzích na Menottiho operu z tohoto týdne se právě oni ukázali jako divoši.“ Ale zatímco někteří se domnívali, že Poslední divoch je „[v]tipný, romantický a velmi zábavný, partitura překypuje nádhernými áriemi, duety a koncertantními kusy, včetně zázračného septetu v posledním dějství,“ jiní ho popisovali jako „přes tři hodiny dlouhý, zábavný ani minutu“.
Přes negativní ohlas u francouzského publika Menotti doufal, že opera se dočká vřelejšího přijetí při své americké premiéře v newyorské Metropolitní opeře dne 23. ledna 1964. Inscenace se mohla pyšnit nákladnou výpravou Beniho Montresora i hvězdným obsazením a byla uvedena v anglickém překladu George Meada. Dirigent Thomas Schippers vedl soubor Metropolitní opery, ve kterém vystoupili George London jako Abdul, Roberta Peters jako Kitty, Teresa Stratas jako Sardula, Nicolai Gedda jako Kodanda, Ezio Flagello jako mahárádža, Lili Chookasian jako mahárání a Morley Meredith jako Scattergood. I když kritika chválila pěvecké výkony a obecenstvo se bavilo, recenze na tuto operu byly vcelku nepříznivé až popuzené (Robert Dabin: „Nikoho nepřekvapí, když uslyší, že Poslední divoch je diváckým hitem. Obsahuje tkanivo chutných banalit a neklade na posluchače absolutně žádné nároky.“) Podle Igora Stravinského „poslední dvě třetiny této partitury měly být napsány vložením první třetiny do stroje IBM“.
K přinejmenším vlažnému přijetí mohla přispět napjatá společenská atmosféra nedlouho po atentátu na J. F. Kennedyho a v době vrcholícího hnutí za lidská práva, v níž burleskní námět neměl relevanci; u progresivních kritiků nemohla nenarazit scéna, v níž Menotti sarkasticky paroduje moderní umění, zejména hudební.
O čtyři měsíce později bylo dílo poprvé provedeno v původním italském znění v divadle Teatro La Fenice v Benátkách dne 15. května 1964 s dirigentem Carlem Francim, Johnem Reardonem jako Abdulem, Helen Mané jako Kitty, Maliponte jako Sardulou, Robertem Merollou jako Kodandou, Angelem Nosottim jako Scattergoodem a Paolem Washingtonem jako mahárádžou. I italská inscenace v La Fenice byla přijata vlažně a opera nebyla uváděna po řadu let. Reakce kritiků ve všech třech zemích komentovaly nekvalitní libreto opery. V té době byla v módě avantgardní hudba a kritikové shledávali Menottiho konzervativní kompoziční styl nadměrně sentimentální a banální, i když některé árie a septet z posledního dějství obecně sklidily chválu. Někteří kritici poznamenávali, že hudba nedosahovala kvality dřívějších Menottiho oper jako Svatá z Bleecker Street (1954) a Konzul (1950). Charakteristické je hodnocení v časopise Time: „Menotti klesl hluboko pod svou úroveň s únavným, vrávoravým, zřídka zábavným libretem a derivativní hudbou, jež si i ve svých akademických vtipech stěží zaslouží označení musique sérieuse.“
V reakci na tyto komentáře ke své opeře se Menotti vyjádřil takto:
„Říci o hudební skladbě, že je drsná, suchá, kyselá a sveřepá znamená chválit ji. Zato nazvat ji lahodnou a půvabnou znamená ji odsoudit. Ať je to dobré nebo ne, v Posledním divochovi jsem se odvážil úplně se obejít bez módní disonance a skromně jsem usilovat znovu objevit ušlechtilost půvabu a potěšení z ladnosti.“

## Další inscenace
Revidovanou verzi opery uvedlo havajské divadlo Hawaii Opera Theatre v roce 1973 (premiéra 4. února) s Johnem Reardonem jako Abdulem (který si tak zopakoval roli, jejímž byl prvním představitelem v italštině v La Fenice), Joannou Bruno jako Kitty, Gary Glazem jako Kodandou a Davidem Clartworthym jako Mr. Scattergoodem, režii měl Menotti. Kritici k ní byli tentokrát příznivější. Honolulu Star-Bulletin napsal, že opera byla „napchaná solidní, báječnou, zapamatovatelnou hudbou,“ a Menottiho nazval „Donizettim dneška“.
Poté byl Poslední divoch znovu uveden až roku 1981 (premiéra 22. května) na Spoleto Festival USA v Charlestonu na počest skladatelových sedmdesátin. Inscenaci dirigoval Christian Badea, režii měl Menotti a hlavní pěveckou hvězdou byla Suzanne Hong jako Kitty. V následujících letech byl uveden ještě v divadle v německém Detmoldu (premiéra 2. února 1982) a na festivalu v italském Spoletu (premiéra 7. července 1984, Teatro Nuovo).
Zatím naposledy ho jako součást festivalové sezóny 2011 a k 100. výročí Menottiho narození uvedla Santa Fe Opera. Dirigoval George Manahan, režii měl Ned Canty, zpívali Anna Christy jako Kitty, Daniel Okulitch jako Abdul, Jennifer Zetlan jako Sardula, Sean Panikkar jako Kodanda, Thomas Hammons jako mahárádža, Jamie Barton jako mahárání a Kevin Burdette jako Scattergood. Kritický ohlas inscenace byl převážně pozitivní, přičemž někteří z kritiků volali po přehodnocení názoru na toto dílo, i když zejména kvůli zábavnosti a divadelní účinnosti díla než kvůli ryze hudebním kvalitám partitury, „která má okamžiky skutečné invence mezi hromadou málo významné výplně“. Jak napsal jeden z recenzentů, „[t]ohle možná není velká opera, ale byl to úžasný divadelní zážitek.“

## Charakteristika
V kontextu Menottiho díla je Poslední divoch (vedle mnohem pozdějšího Goyi) nejvelkorysejší operou. Klade značné nároky na interprety, režii i výpravu, obsahuje řadu ansámblů (od duetů po septet) a sborů a obsahuje řadu hudebních forem, například důmyslně zakomponovanou fugu. Podle listu The Washington Post je hudba Posledního divocha „jednou z nejpropracovanějších a nejdůmyslnějším v celém Menottiho repertoáru“ a skladatel „nikde jinde [...] neprozkoumal tak širokou škálu sborové a orchestrální kompozice“. Povahu jeho historizujícího hudebního stylu shrnuje The Houston Post takto: „Tato partitura je kompendium italských operních stylů 19. století, od mozartovského půvabu Domenica Cimarosy na začátku století po pucciniovskou lyriku Francesca Ciley na jeho konci. Tyto tradice jsou všechny tak výtečně homogenizovány, že by si člověk mohl myslet, že když Menotti tuto operu psal, hodil partitury půl tuctu různých italských skladatelů 19. století do mixéru.“ (Jiní recenzenti však slyší i ozvuky Mozarta, Prokofjeva, Bernsteina, Moora či Stockhausena – to poslední ve formě parodie.) Týž list mu však přiznává jako zvláštní talent to, že „umí napsat vokální melodii tak, aby ladně spočinula na zpěvákových hlasivkách i v posluchačových uších,“ i jeho schopnosti instrumentátora a dramatika.

## Osoby a první obsazení
| Osoba | hlasový obor | světová premiéra (21.10.1963) | americká premiéra (23.1.1964)      | italská premiéra (15.5.1964)                                             |
| --- | ------------ | ----------------------------- | ---------------------------------- | ------------------------------------------------------------------------ |
| Mahárádža z Rádžputány | bas          | Charles Clavensy              | Ezio Flagello                      | Paolo Washington                                                         |
| Maharaní z Rádžputány | alt          | Solange Michel                | Françoise Garner / Lili Chookasian | Rena Garazioti                                                           |
| Mr. Scattergood | basbaryton   | Xavier Depraz                 | Morley Meredith                    | Angelo Nosotti                                                           |
| Kitty, jeho dcera | soprán       | Mady Mesplé                   | Roberta Peters                     | Helen Manè                                                               |
| Kodanda, syn mahárádži | tenor        | Michele Molese                | Rémy Corazza                       | Roberto Merolla                                                          |
| Sardula, jeho milenka | mezzosoprán  | Adriana Maliponte             | Teresa Stratas                     | Adriana Maliponte                                                        |
| Abdul, její bratr | baryton      | Gabriel Bacquier              | George London                      | John Reardon                                                             |
| 1. indický učenec (tenor), 2. indický učenec (tenor), 1. americký krejčí (tenor), 2. americký krejčí (baryton), anglický krejčí (tenor), katolický kněz (bas), protestantský kazatel (baryton), rabín (tenor), pravoslavný kněz (tenor), filosof (baryton), lékař (baryton)), malíř (tenor), básník (tenor), skladatel (baryton), koncertní pěvkyně (soprán), vědec (tenor), byznysmenka (soprán), majordom (němá role), dáma ze společnosti (mezzosoprán) |              |                               |                                    |                                                                          |
| Dirigent: | Dirigent:    | Serge Baudo                   | Thomas Schippers                   | Carlo Franci                                                             |
| Režie: | Režie:       | Gian Carlo Menotti            | Gian Carlo Menotti                 | Gian Carlo Menotti, Frank Macfie a Lamberto Puggelli                     |
| Výprava: | Výprava:     | André Beaurepaire             | Beni Montresor                     | Lorenzo Ghiglia, Antonio Orlandini, Mario Ronchese a Camillo Parravicini |

## Děj opery

### 1. dějství
(1. obraz – Palác mahárádži z Rádžputány poblíž Himálaje) Kitty, mladá studentka antropologie na americké Vassar College, a její otec, milionář Mr. Scattergood, přibyli do Indie. Kitty sem v rámci přípravy diplomové práce přijela hledat důkaz potvrzující její teorii, že moderní člověk pochází z indické džungle, ba dokonce že tam snad jeho prapředkové dosud sídlí. Mr. Scattergood hodlá využil cesty k jinému účelu, totiž dohodit Kitty vhodného ženicha v osobě prince Kodandy, syna Scattergoodova hostitele mahárádži z Rádžputány. Mahárádža i jeho choť mahárání souhlasí, neboť sňatkem by se stmelilo i jejich významné obchodní partnerství, méně nadšení jsou oba mladí lidé. Kodanda má totiž rád služebnou Sardulu a Kitty se v žádném případě nehodlá vdávat, dokud nenajde svého „posledního divocha“.
Aby jejímu přání bylo vyhověno, rodiče obou mladých lidí vymyslí lest, totiž najít někoho, koho by před Kitty mohli vydávat za „prvotního člověka“. Sardula navrhne prostého rolníka Abdula, který je do ní zamilován. Mr. Scattergood, mahárádža a maharaní za odměnu 100 000 dolarů – jeden ihned a 99 999 po splnění úkolu – uplatí Abdula, aby se usídlil v pralese a nechal se Kitty „objevit“. Abdul se zdráhá nabídku přijmout, ale na Sardulu vidina bohaté odměny zapůsobí a svými ženskými prostředky ho přesvědčí.
(2. obraz – Dvorana mahárádžova paláce o šest měsíců později) Kittina expedice skutečně Abdula nakonec vystopuje. Úlovek je přinesen v kleci do mahárádžova paláce a jeho dlouhé vlasy a nehty a bojovný výraz nenechávají nikoho na pochybách, že se jedná o naprostého divocha. Triumfující antropoložka ho hodlá odvézt do Chicaga, předvést vědecké komunitě – jež dosud její teorie stíhala výsměchem – a následně darovat newyorské zoologické zahradě. Zanechán sám ve své kleci je Abdul nešťasten, že má být odvezen do Spojených států a musí opustit svou pohlednou, leč chamtivou Sardulu, která ho do celého dobrodružství zamotala.

### 2. dějství
(Salón vily Mr. Scattergooda v Chicagu) Cestou letadlem do Chicaga se Kitty „divoch“ zalíbil, a tak poněkud modifikuje své plány: namísto strčení do zoo jej hodlá naučit anglicky a celkově „civilizovat“. I když Abdul najde v Kitty zalíbení a prokazuje v učení značnou snahu, nejsou první pokusy příliš úspěšné. Mr. Scattergood přesto uspořádá velkou recepci ve své obrovské vile, na níž je představení „posledního divocha“ z indického pralesa jedním ze zlatých hřebů večera. Představitelé politiky, vojenství, hospodářství, vědy, umění i teologie představují divochovi poslední duchovní výdobytky civilizace. Abdulovi jsou předvedeny výhody jednotlivých náboženství, akční malba, bítnická poezie i elektronicko-dodekafonická hudba v podobě písně provázené smyčcovým kvartetem, již přednáší známá pěvkyně jazykem připomínajícím němčinu. Na Abdula je tolik civilizace moc, v záchvatu zoufalství knokautuje několik osob kolem sebe, zničí umělecké dílo a nakonec dramaticky prchá domů do indického pralesa, zanechávaje celou společnost v šoku nad svým barbarským chováním.

### 3. dějství
(Prales s jeskyní v Indii, o tři měsíce později) Abdul se stáhl do svého úkrytu v pralese, kde žije spokojeně sám v prosté jeskyni. Po několikaměsíčním pátrání na místo dorazí Kitty, jež ho stále miluje, v čele celé výpravy včetně svého otce a mahárádži. Ti ji stále přesvědčují k sňatku s Kodandou a přiznávají jí i celý podvod, ba jí ukazují i peníze, které dosud Abdulovi dluží.
A když se Abdul objeví, ihned mu zbytek peněz nabízejí. Zděšený Abdul je odmítá: za nic na světě se nehodlá vrátit do civilizace, která jej děsí a odpuzuje; je mu dobře tam, kde zrovna je. Kitty je nadšena, poznává v něm svého skutečného divocha. Rozhoduje se za něj vdát, obývat s ním jeho jeskyni a žít prostý život v tichém lůně panenské přírody. Zatímco pár za padajícího soumraku ulehá na lůžko z mechu a listí a slibuje si lásku a věrnost, Kittini sloužící potají stěhují do jeskyně televizor, vanu, lednici a podobné vymoženosti moderní doby.